# L'ultimo degli Stuardi
L'ultimo degli Stuardi è un cortometraggio muto del 1909 diretto da Mario Caserini.

## Distribuzione
- Francia: settembre 1909 come "Le dernier des Stuart"
- Germania: 2 ottobre 1909 come "Die letzten Stuarts"
- Italia: settembre 1909
- Regno Unito: ottobre 1909 come "Last of the Stuarts"